# 平林太一
平林 太一（ひらばやし たいち、1897年（明治30年）1月6日 - 1989年（平成元年）6月22日）は、昭和期の政治家、実業家。参議院議員（1期）、山梨県会議長。

## 経歴
山梨県出身。1935年（昭和10年）山梨県会議員に当選し1950年（昭和25年）まで在任し、同副議長、同議長、県参事会員を務めた。その他、山梨県地方森林会委員、全国都道府県議会議長会常任理事、中央線電化及び甲府駅国電乗入期成同盟会長、自由党山梨県支部幹事長、同党甲府市支部長、同党南巨摩郡支部長、山梨土木工業会長などを務めた。
1950年（昭和25年）6月の第2回参議院議員通常選挙で山梨県地方区に無所属で出馬して当選し、自由民主党に所属し参議院議員に1期在任した。この間、参議院人事委員長などを務めた。
1967年（昭和42年）春の叙勲で勲三等旭日中綬章受章。
1989年（平成元年）6月22日死去、92歳。死没日をもって正五位に叙される。

## 国政選挙歴
- 第2回参議院議員通常選挙（山梨県地方区、1950年6月）当選
- 第28回衆議院議員総選挙（東京都第1区、1958年5月）落選[7]
- 第5回参議院議員通常選挙（東京都地方区、1959年6月）落選[8]
- 第29回衆議院議員総選挙 （東京都第1区、1960年11月）落選[9]
- 第6回参議院議員通常選挙（山梨県地方区、1962年7月）落選[10]
- 第7回参議院議員通常選挙（東京都地方区、1965年7月）落選[11]
- 第9回参議院議員通常選挙（東京都地方区、1971年6月）落選[11]

## 著作
- 『現時の日本』東文堂、1956年。
- 『道徳に基く外交政策 : 日米間の相互協力及び安全保障条約』平林太一、1967年。